# Blackall Range
Die Blackall Range ist ein Bergland im Südosten von Queensland, Australien. Der erste Europäer, der in dieses Gebiet kam, war Ludwig Leichhardt. Der Name stammt von Samuel Blackall, dem zweiten Gouverneur von Queensland.
Die Blackall Range dominiert das Hinterland der Sunshine Coast, westlich von Nambour. Maleny, Mapleton, Montville und Flaxton sind die bedeutendsten Siedlungen in diesem Bergland. Der Stanley River entspringt in den südlich gelegenen Hängen. Baroon Pocket Dam ist ein Staudamm des Obi Obi Creek, der die nordwestlichen Berghänge entwässert.

## Geologie
Das Bergland aus Basalt entstand durch vulkanische Aktivitäten vor 30 Millionen Jahren. Erosion veränderte die Landschaft, schuf Schluchten und Böden, auf denen subtropische Regenwälder wachsen. Vulkane vor 235 Millionen Jahren schufen Rhyolith-Gestein.

## Aborigines

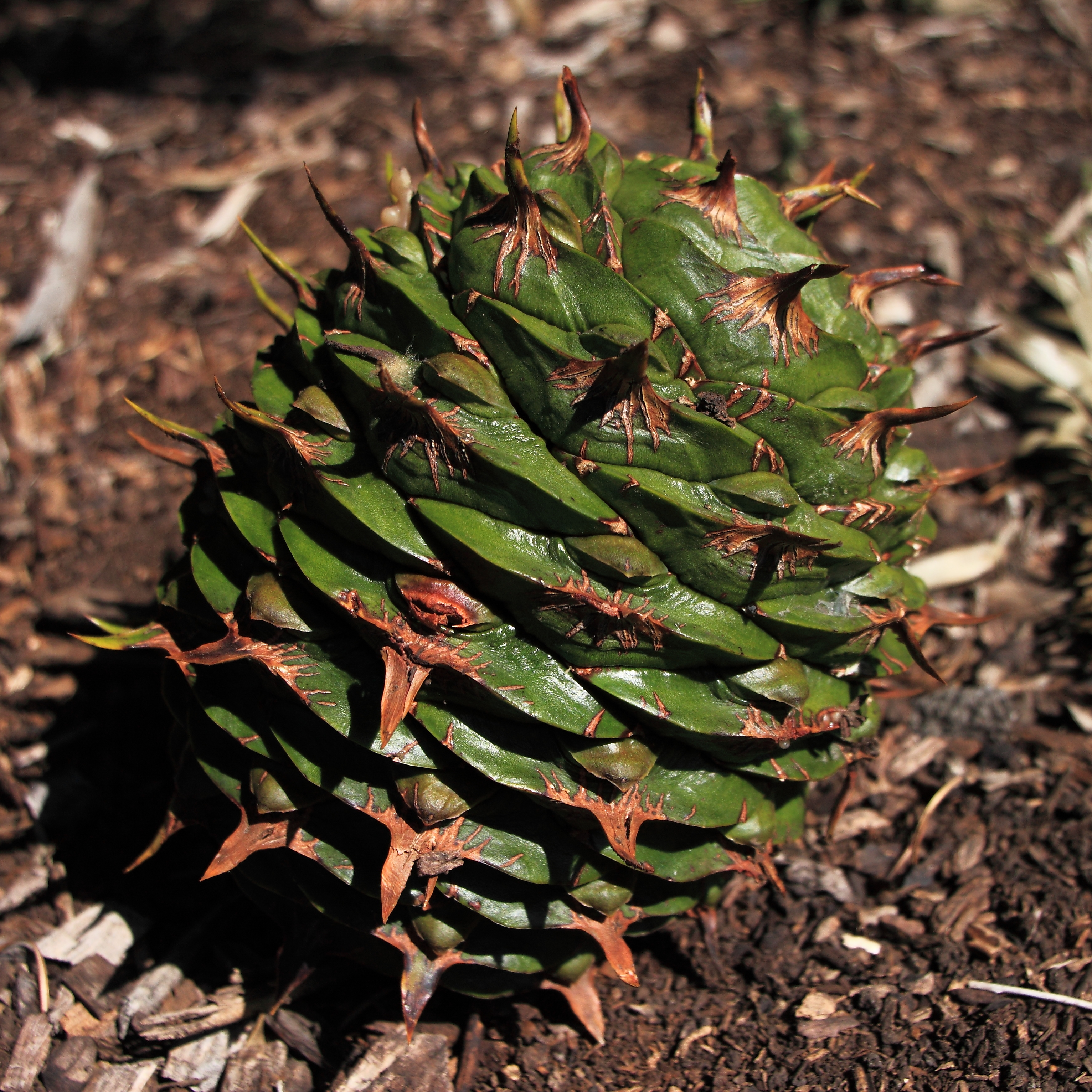
Bunya Nut

Im Gebiet der Blackall Range lebten die Aborigines der Gubbi Gubbi, wo auch die Queensland-Araukarie (Araucaria bidwillii) – lokal Bunya Pine genannt, wächst. Die Blackall Range und Bunya Mountains sind die beiden einzigen Gebiete, in dem dieser Baum natürlich wächst, der bis zu 30 bis 45 Meter hoch wird, einen Stammumfang von 1,5 m erreicht und basaltische Böden bevorzugt. Die Bunya-Nuss, die Fußballgröße erreicht, ein Kilogramm schwer wird und 100 bis 200 Samen enthält, wurde von den Aborigines im Gebiet des nordsüdlichen Queensland von Dezember bis März gemeinsam mit benachbarten Aborigines als Bushfood gesammelt. Die Samen wurden roh oder geröstet gegessen, zu Mehl verarbeitet oder zu Brot verbacken. Die Nuss hatte auch Bedeutung bei Zeremonien, Handel, Hochzeiten und weiteren Gelegenheiten, die anlässlich der Treffen abgehalten wurden. Neuerdings wird das Holz des Baums zum Bau von Gitarren verwendet.
Von 1842 bis 1860 war die Blackall Range ein großes Reservat für die Aborigines. Gouverneur George Gipps errichtete es zum Schutz der Aborigines und für ihre Bunya-Nuss. Es war verboten die Nuss zu ernten, zu siedeln und Bäume zu schlagen. In der Mary Cairncross Reserve siedelte der erste europäische Siedler der Blackall Range. Curramore Sanctuary, Mapleton-Falls-, Mapleton-, Maleny- und Kondalilla-Nationalpark liegen in dem Bergland. Zahlreiche Aussichtspunkte auf den Bergen bieten einen Blick auf die Küste. Einer der besten Ausblicke befindet sich am Howells Knob, ein Berg, der sich 561 m über Meereshöhe erhebt. Mit seinen spektakulären Ausblicken, Naturschönheiten und seinem entwickelten Tourismus mit Unterkünften, Restaurants, Angeboten in Kunstgalerien und Einkaufsläden ist die Blackall Range ein beliebtes Ziel für Touristen.

## Europäer
Die reichhaltigen Holzreserven führten in den 1860er Jahren Holzfäller in dieses Gebiet. Der letzte Holzeinschlag erfolgte 1939.
Aktivitäten der lokalen Gemeinden erreichten mit Unterstützung der Regierung von Queensland, dass das Gebiet einen Kultstatus erhielt und stärker umweltgeschützt wurde. In der Mitte des Jahres 2008 wurde dieser Status ausgerufen, vorher waren dies Noosa und Port Douglas.